# Synagoga w Krasnosielcu
Synagoga w Krasnosielcu – synagoga znajdująca się w Krasnosielcu przy ulicy Przechodniej 3.

## Historia
Synagoga została zbudowana pod koniec XIX wieku. Po raz pierwszy została wymieniona w dokumentach w 1883 roku. Podczas II wojny światowej hitlerowcy zdewastowali wnętrze synagogi. W nocy, 6 września 1939 roku w synagodze hitlerowcy zamordowali ponad 50 Żydów. Ich ciała pochowano w zbiorowym grobie na podwórzu przyległym do budynku.
Po zakończeniu wojny opuszczony budynek przebudowano i przystosowano do potrzeb magazynu. Wówczas zamurowano stare okna, a wykuto nowe. We wnętrzu dodano drewniany strop, oparty na czterech rzędach słupów.
Na jednej ze ścian znajdują się trzy tablice pamiątkowe ufundowane w 1996 roku przez Stowarzyszenie Byłych Mieszkańców Krasnosielca w Izraelu i USA. Ich treść w języku polskim, hebrajskim i angielskim brzmi:
W tym budynku do początku II wojny światowej mieściła się synagoga gminna 2000 Żydów Krasnosielca. Tu w nocy 6.IX.1939 roku hitlerowcy brutalnie zamordowali ponad 50 zasłużonych członków miejscowej gminy. Ich ciała pochowano na przyległym podwórzu. Wkrótce potem pozostała część społeczności żydowskiej padła ofiarą hitlerowskiego terroru.
W tym samym czasie z inicjatywy Stowarzyszenia synagogę ogrodzono siatką oraz wystawiono bramę wjazdową, która wkrótce uległa zniszczeniu. W 2005 roku wójt gminy Krasnosielc, Mirosław Glinka, zezwolił na usunięcie bramy lokalnemu przedsiębiorcy. Obecnie ciężarówki przedsiębiorcy jeżdżą dokładnie po terenie masowego grobu, a także niszczą mury synagogi. Sprawa ta była nagłaśniana w programie Interwencja.

## Architektura
Murowany budynek synagogi wzniesiono na planie prostokąta. Do dziś na zewnętrznej ścianie zachodniej zachowały się zarysy zamkniętych półkoliście czterech okien. Pod gzymsem na wszystkich ścianach znajduje się delikatna ozdobna listewka w tynku, na elewacji południowej skomponowana z płaskimi lizenami międzyokiennymi. Całość jest nakryta dachem dwuspadowym.